# Have a Nice Day Tour
Have a Nice Day Tour fue una gira de conciertos musicales por parte de la banda de rock estadounidense Bon Jovi, que tuvo lugar entre noviembre de 2005 y julio de 2006. Tuvo el objetivo de promocionar su álbum de estudio Have a Nice Day.

## Banda

### Bon Jovi
- Jon Bon Jovi – voz, guitarra
- Richie Sambora – guitarra, voz, talkbox
- Tico Torres – batería, percusión
- David Bryan – teclado, voz

### Músicos adicionales
- Hugh McDonald – bajo, voz
- Bobby Bandiera – guitarra, voz
- Jeff Kazee – piano, voz

## Lista de temas
1. "Last Man Standing"
2. "You Give Love a Bad Name"
3. "Complicated"
4. "Born to Be My Baby"
5. "Story of My Life"
6. "I'll Sleep When I'm Dead"
7. "Runaway"
8. "The Radio Saved My Life Tonight"
9. "Novocaine"
10. "I Won't Back Down" (Tom Petty cover)
11. "Have a Nice Day"
12. "Who Says You Can't Go Home?"
13. "It's My Life"
14. "I'll Be There for You"
15. "Blaze of Glory"
16. "Bed of Roses
17. "Bad Medicine"
18. "Raise Your Hands"
19. "Livin' on a Prayer"

Encore:
1. "Welcome to Wherever You Are"
2. "Everyday"
3. "Wanted Dead or Alive
4. "Treat Her Right" (Roy Head cover)
5. "Someday I'll Be Saturday Night"

## Lista de shows
| Fecha                   | Ciudad             | País           | Lugar                        | Audiencia         | Recaudación  |
| Norteamérica            | Norteamérica       | Norteamérica   | Norteamérica                 | Norteamérica      | Norteamérica |
| ----------------------- | ------------------ | -------------- | ---------------------------- | ----------------- | ------------ |
| 2 de noviembre de 2005  | Des Moines         | Estados Unidos | Wells Fargo Arena            | 13,499 / 13,499   | $926,882     |
| 4 de noviembre de 2005  | Chicago            | Estados Unidos | United Center                | 30,908 / 30,908   | $2,442,056   |
| 5 de noviembre de 2005  | Chicago            | Estados Unidos | United Center                | 30,908 / 30,908   | $2,442,056   |
| 8 de noviembre de 2005  | Cleveland          | Estados Unidos | Quicken Loans Arena          |                   |              |
| 9 de noviembre de 2005  | Columbus           | Estados Unidos | Value City Arena             | 12,015 / 12,015   | $829,168     |
| 11 de noviembre de 2005 | Minneapolis        | Estados Unidos | Target Center                | 13,684 / 13,684   | $960,181     |
| 12 de noviembre de 2005 | Omaha              | Estados Unidos | Qwest Center                 | 14,788 / 14,788   | $1,051,694   |
| 16 de noviembre de 2005 | Madison            | Estados Unidos | Kohl Center                  | 12,462 / 12,462   | $827,653     |
| 18 de noviembre de 2005 | Auburn Hills       | Estados Unidos | The Palace of Auburn Hills   | 30,169 / 30,169   | $1,990,713   |
| 19 de noviembre de 2005 | Auburn Hills       | Estados Unidos | The Palace of Auburn Hills   | 30,169 / 30,169   | $1,990,713   |
| 26 de noviembre de 2005 | Uncasville         | Estados Unidos | Mohegan Sun                  | 7,889 / 8,212     | $751,635     |
| 28 de noviembre de 2005 | Nueva York         | Estados Unidos | Madison Square Garden        | 30,040 / 30,040   | $2,420,274   |
| 29 de noviembre de 2005 | Nueva York         | Estados Unidos | Madison Square Garden        | 30,040 / 30,040   | $2,420,274   |
| 2 de diciembre de 2005  | Philadelphia       | Estados Unidos | Wachovia Center              | 31,134 / 31,134   | $2,579,183   |
| 3 de diciembre de 2005  | Philadelphia       | Estados Unidos | Wachovia Center              | 31,134 / 31,134   | $2,579,183   |
| 6 de diciembre de 2005  | Pittsburgh         | Estados Unidos | Mellon Arena                 | 12,633 / 12,633   | $969,090     |
| 7 de diciembre de 2005  | Uniondale          | Estados Unidos | Nassau Coliseum              | 12,771 / 14,000   | $1,052,653   |
| 9 de diciembre de 2005  | Boston             | Estados Unidos | TD Banknorth Garden          | 27,941 / 27,941   | $2,230,413   |
| 10 de diciembre de 2005 | Boston             | Estados Unidos | TD Banknorth Garden          | 27,941 / 27,941   | $2,230,413   |
| 12 de diciembre de 2005 | Albany             | Estados Unidos | Pepsi Arena                  | 12,060 / 12,060   | $809,463     |
| 14 de diciembre de 2005 | Montreal           | Canadá         | Bell Centre                  | 29,860 / 29,860   | $2,542,409   |
| 15 de diciembre de 2005 | Montreal           | Canadá         | Bell Centre                  | 29,860 / 29,860   | $2,542,409   |
| 17 de diciembre de 2005 | Washington D. C.   | Estados Unidos | Verizon Center               | 15,128 / 15,128   | $1,179,297   |
| 19 de diciembre de 2005 | East Rutherford    | Estados Unidos | Izod Center                  | 52,075 / 52,075   | $3,915,607   |
| 21 de diciembre de 2005 | East Rutherford    | Estados Unidos | Izod Center                  | 52,075 / 52,075   | $3,915,607   |
| 22 de diciembre de 2005 | East Rutherford    | Estados Unidos | Izod Center                  | 52,075 / 52,075   | $3,915,607   |
| 14 de enero de 2006     | Oklahoma City      | Estados Unidos | Ford Center                  | 15,236/ 15,236    | $1,068,439   |
| 15 de enero de 2006     | Dallas             | Estados Unidos | American Airlines Center     | 15,373 / 15,373   | $1,105,187   |
| 17 de enero de 2006     | Atlanta            | Estados Unidos | Philips Arena                | 14,262 / 14,262   | $1,095,715   |
| 18 de enero de 2006     | Charlotte          | Estados Unidos | Time Warner Cable Arena      | 14,628 / 14,628   | $938,136     |
| 20 de enero de 2006     | Buffalo            | Estados Unidos | HSBC Arena                   | 15,124 / 15,124   | $972,789     |
| 21 de enero de 2006     | Toronto            | Canadá         | Air Canada Centre            | 65,690 / 65,690   | $5,871,898   |
| 23 de enero de 2006     | Toronto            | Canadá         | Air Canada Centre            | 65,690 / 65,690   | $5,871,898   |
| 24 de enero de 2006     | Toronto            | Canadá         | Air Canada Centre            | 65,690 / 65,690   | $5,871,898   |
| 27 de enero de 2006     | Saint Paul         | Estados Unidos | Xcel Energy Center           | 15,531 / 15,531   | $1,204,593   |
| 28 de enero de 2006     | Milwaukee          | Estados Unidos | Bradley Center               | 15,106 / 15,106   | $1,023,297   |
| 30 de enero de 2006     | Toronto            | Canadá         | Air Canada Centre            |                   |              |
| 1 de febrero de 2006    | Uncasville         | Estados Unidos | Mohegan Sun Arena            | 8,284 / 8,284     | $812,395     |
| 2 de febrero de 2006    | Washington D. C.   | Estados Unidos | Verizon Center               | 14,911 / 14,911   | $1,158,696   |
| 4 de febrero de 2006    | Atlantic City      | Estados Unidos | Boardwalk Hall               | 12,752 / 12,942   | $1,112,210   |
| 8 de febrero de 2006    | Greenville         | Estados Unidos | BI-LO Center                 | 11,575 / 11,575   | $689,595     |
| 10 de febrero de 2006   | Sunrise            | Estados Unidos | BankAtlantic Center          | 14,895 / 14,895   | $1,123,956   |
| 14 de febrero de 2006   | Nashville          | Estados Unidos | Sommet Center                | 14,980 / 14,980   | $1,138,949   |
| 15 de febrero de 2006   | Duluth             | Estados Unidos | Arena at Gwinnett Center     | 10,852 / 10,852   | $935,394     |
| 17 de febrero de 2006   | Tampa              | Estados Unidos | St. Pete Times Forum         | 29,498 / 29,498   | $2,130,484   |
| 18 de febrero de 2006   | Tampa              | Estados Unidos | St. Pete Times Forum         | 29,498 / 29,498   | $2,130,484   |
| 21 de febrero de 2006   | Houston            | Estados Unidos | Toyota Center                | 12,723 / 12,723   | $800,988     |
| 23 de febrero de 2006   | Denver             | Estados Unidos | Pepsi Center                 | 14,023 / 14,023   | $1,012,082   |
| 25 de febrero de 2006   | Anaheim            | Estados Unidos | Honda Center                 | 13,056 / 13,056   | $935,066     |
| 27 de febrero de 2006   | San José           | Estados Unidos | HP Pavilion at San Jose      | 13,076 / 13,076   | $949,183     |
| 1 de marzo de 2006      | Fresno             | Estados Unidos | Save Mart Center             | 11,734 / 11,734   | $841,575     |
| 3 de marzo de 2006      | Los Ángeles        | Estados Unidos | Staples Center               | 13,753 / 13,753   | $1,007,231   |
| 5 de marzo de 2006      | Portland           | Estados Unidos | Rose Garden Arena            | 13,240 / 13,240   | $863,768     |
| 6 de marzo de 2006      | Seattle            | Estados Unidos | KeyArena                     | 12,649 / 12,649   | $949,10      |
| 9 de marzo de 2006      | Glendale           | Estados Unidos | Glendale Arena               | 14,885 / 14,885   | $1,124,277   |
| 11 de marzo de 2006     | Paradise           | Estados Unidos | MGM Grand Arena              | 14,230 / 14,230   | $1,573,953   |
| Asia                    |                    |                |                              |                   |              |
| 8 de abril de 2006      | Tokio              | Japón          | Tokyo Dome                   | rowspan="6"       | rowspan="6"  |
| 9 de abril de 2006      | Tokio              | Japón          | Tokyo Dome                   |                   |              |
| 12 de abril de 2006     | Nagoya             | Japón          | Nagoya Dome                  |                   |              |
| 14 de abril de 2006     | Osaka              | Japón          | Osaka Dome                   |                   |              |
| 15 de abril de 2006     | Osaka              | Japón          | Osaka Dome                   |                   |              |
| 18 de abril de 2006     | Sapporo            | Japón          | Sapporo Dome                 |                   |              |
| Europa                  |                    |                |                              |                   |              |
| 13 de mayo de 2006      | Düsseldorf         | Alemania       | LTU Arena                    | 47,862 / 47,862   | $3,325,809   |
| 15 de mayo de 2006      | Linz               | Austria        | Linzer Stadion               | 32,002 / 32,002   | $2,063,255   |
| 17 de mayo de 2006      | Coblenza           | Alemania       | Schloßplatz                  | 26,509 / 26,509   | $1,524,278   |
| 20 de mayo de 2006      | Dublín             | Irlanda        | Croke Park                   | 81,327 / 81,327   | $6,414,434   |
| 24 de mayo de 2006      | Hessisch Lichtenau | Alemania       | Hessentag                    | 29,007 / 29,007   | $1,579,140   |
| 25 de mayo de 2006      | Nijmegen           | Países Bajos   | Goffert Park                 | 39,815 / 39,815   | $2,594,671   |
| 27 de mayo de 2006      | Stuttgart          | Alemania       | Cannstatter Wasen            | 63,020 / 63,020   | $3,654,201   |
| 28 de mayo de 2006      | Múnich             | Alemania       | Olympiastadion               | 71,467 / 71,467   | $4,622,221   |
| 30 de mayo de 2006      | Innsbruck          | Austria        | Olympia Stadium              | 25,660 / 25,660   | $1,734,771   |
| 31 de mayo de 2006      | Bern               | Suiza          | Stade de Suisse              | 38,762 / 38,762   | $3,354,198   |
| 3 de junio de 2006      | Glasgow            | Escocia        | Hampden Park                 | 42,488 / 42,488   | $2,853,220   |
| 4 de junio de 2006      | Mánchester         | Inglaterra     | Estadio Ciudad de Mánchester | 58,698 / 58,698   | $3,744,610   |
| 7 de junio de 2006      | Coventry           | Inglaterra     | Ricoh Arena                  | 36,293 / 36,293   | $2,300,799   |
| 9 de junio de 2006      | Southampton        | Inglaterra     | St Mary's Stadium            | 34,783 / 34,783   | $2,365,643   |
| 10 de junio de 2006     | Milton Keynes      | Inglaterra     | National Bowl                | 85,112 / 85,112   | $6,489,043   |
| 11 de junio de 2006     | Milton Keynes      | Inglaterra     | National Bowl                | 85,112 / 85,112   | $6,489,043   |
| 13 de junio de 2006     | Kingston upon Hull | Inglaterra     | KC Stadium                   |                   |              |
| Norteamérica            |                    |                |                              |                   |              |
| 10 de julio de 2006     | Hollywood          | Estados Unidos | Seminole Hard Rock Live      |                   |              |
| 13 de julio de 2006     | Montreal           | Canadá         | Parc Jean-Drapeau            | 21,150 / 21,150   | $1,483,759   |
| 15 de julio de 2006     | Philadelphia       | Estados Unidos | Citizens Bank Park           | 39,409 / 44,238   | $2,764,310   |
| 18 de julio de 2006     | East Rutherford    | Estados Unidos | Giants Stadium               | 164,975 / 164,975 | $11,352,051  |
| 19 de julio de 2006     | East Rutherford    | Estados Unidos | Giants Stadium               | 164,975 / 164,975 | $11,352,051  |
| 21 de julio de 2006     | Chicago            | Estados Unidos | Soldier Field                | 52,612 / 52,612   | $3,988,455   |
| 23 de julio de 2006     | Pittsburgh         | Estados Unidos | Heinz Field                  |                   |              |
| 27 de julio de 2006     | Foxborough         | Estados Unidos | Gillette Stadium             | 45,874 / 45,874   | $3,384,804   |
| 29 de julio de 2006     | East Rutherford    | Estados Unidos | Giants Stadium               |                   |              |
| TOTAL                   | TOTAL              | TOTAL          | TOTAL                        | 1,823,834         | $131,388,461 |